# Adrian Findlay
Adrian Findlay (1 oktober 1982) is een Jamaicaanse atleet die is gespecialiseerd in het hordelopen en de sprint.
In 2004 behaalde hij op de Noord en Centraal-Amerikaanse kampioenschappen voor neo-senioren in het Canadese Sherbrooke een bronzen medaille op de 400 m horden. Met een tijd van 49,95 eindigde hij achter de Amerikanen LaRon Bennett (goud; 49,40) en Ben Wiggins (zilver; 49,93).
Op de wereldkampioenschappen indooratletiek 2008 in het Spaanse Valencia won hij met zijn teamgenoten Michael Blackwood, Edino Steele, DeWayne Barrett een zilveren medaille op de 4 x 400 m estafette. Met een tijd van 3.07,69 eindigden ze achter de Amerikaanse estafetteploeg (3.07,69) en voor de Dominicaanse estafetteploeg (brons; 3.07,22).

## Persoonlijk record
| Onderdeel    | Prestatie | Datum         | Plaats   |
| ------------ | --------- | ------------- | -------- |
| 400 m horden | 48,93 s   | 19 april 2008 | Lawrence |

## Prestatieontwikkeling 400 m horden
| Jaar | Tijd    |
| ---- | ------- |
| 2002 | 50,39 s |
| 2003 | 50,29 s |
| 2004 | 49,64 s |
| 2005 | 49,96 s |
| 2006 | 49,67 s |
| 2007 | 49,34 s |
| 2008 | 48,93 s |
| 2010 | 49,66 s |
| 2011 | 50,32 s |
| 2012 | 49,81 s |

## Palmares

### 400 m horden
Golden League-podiumplek
- 2008:  ISTAF – 49,13

### 4 x 400 m estafette
- 2008:  WK indoor - 3.07,69